# Point Blank (Nailbomb)
Point Blank è il primo e unico album in studio del gruppo heavy metal statunitense Nailbomb, pubblicato nel 1994 dalla Roadrunner Records.

## Descrizione
Il disco incorpora un suono groove metal, preso dalle stilistiche dei Sepultura, mescolato assieme a delle sonorità thrash e industrial.
La copertina è la foto di una civile vietnamita con il fucile di un soldato americano puntato alla sua testa, che il gruppo ha recuperato dall'Alternative Associated Press. Max stesso aveva dichiarato che voleva creare una copertina simile a quella dell'album di debutto dei Rage Against the Machine, che rappresenta l'autoimmolazione di Thích Quảng Đức. Secondo Max, la donna è vissuta dopo lo scatto della foto.
La traccia “Wasting Away” verrà poi utilizzata nella colonna sonora del film Da morire, nel 1995.
L'album è stato interamente suonato dal vivo per la prima volta nel 2017, quando Max era in tour con i Soulfly, oltre due decenni dopo l'uscita dell'album e dallo scioglimento dei Nailbomb. Le parti di Newport furono suonate dal figlio di Max, Zyon.

## Tracce

### Edizione standard
1. Wasting Away – 3:06 (Alex Newport, Max Cavalera)
2. Vai Toma No Cú – 4:47 (Newport, Cavalera)
3. 24 Hour Bullshit – 3:54 (Newport, Cavalera)
4. Guerrillas – 4:26 (Newport, Cavalera)
5. Blind and Lost – 1:54 (Newport, Cavalera)
6. Sum of Your Achievements – 2:42 (Newport, Cavalera)
7. Cockroaches – 5:10 (Newport, Cavalera)
8. For Fuck's Sake – 5:44 (Newport, Cavalera)
9. World of Shit – 4:13 (Newport, Cavalera)
10. Exploitation – 2:28 (Andus Asylum) – originariamente interpretata dai Doom
11. Religious Cancer – 5:09 (Newport, Cavalera)
12. Shit Piñata – 1:09 (Newport, Cavalera)
13. Sick Life – 17:51 (Newport, Cavalera) – la traccia "Sick Life" dura 6:31. Dopo 10 minuti di silenzio, una traccia improvvisata senza titolo suonerà.

### Riedizione del 2004
Il 24 febbraio del 2004, a 9 anni di distanza dallo scioglimento del gruppo, una riedizione dell'album fu rilasciata, con 6 nuove tracce bonus.
1. While You Sleep, I Destroy Your World (Live) – 5:06 (Newport, Cavalera)
2. Zero Tolerance (Live) – 6:34 (Newport, Cavalera)
3. Wasting Away (Live) – 3:03 (Newport, Cavalera)
4. Guerrillas (Live) – 3:27 (Newport, Cavalera)
5. Cockroaches (Live) – 4:06 (Newport, Cavalera)
6. Police Truck (Live) – 3:08 (East Bay Ray, Jello Biafra) – originariamente interpretata dai Dead Kennedys

## Campionamenti
Il brano musicale Guerrillas contiene un campionamento di Procreation of the Wicked dei Celtic Frost e un campionamento del film Salvador, Cockroaches contiene un campionamento del film Henry, pioggia di sangue e For Fuck's Sake contiene campionamenti delle ultime apparizioni in TV su The Jane Whitney Show di GG Allin prima della sua morte nel giugno del 1993.

## Formazione

### Nailbomb
- Max Cavalera – voce (accreditata sul disco come “insults”), chitarra ritmica, basso e campionatore
- Alex Newport – voce (accreditata sul disco come “mouthful of hate”), chitarra solista, basso e campionatore

### Personale aggiuntivo
- Andreas Kisser – chitarra solista sulle tracce 2, 9, e 11
- Igor Cavalera – batteria sulle tracce 1, 5, 7, 10, 12 e 13
- Dino Cazares – chitarra ritmica sulla traccia 3

### Produzione
- Prodotto da Alex Newport e Max Cavalera
- Registrato da Otto Agnello
- Missaggio da Alex Newport